# Patrinia trifoliata
Patrinia trifoliata är en kaprifolväxtart som beskrevs av L.Jin och R.N.Zhao. Patrinia trifoliata ingår i släktet Patrinia och familjen kaprifolväxter. Inga underarter finns listade i Catalogue of Life.